# Aeroporto Internacional de Fuaʻamotu

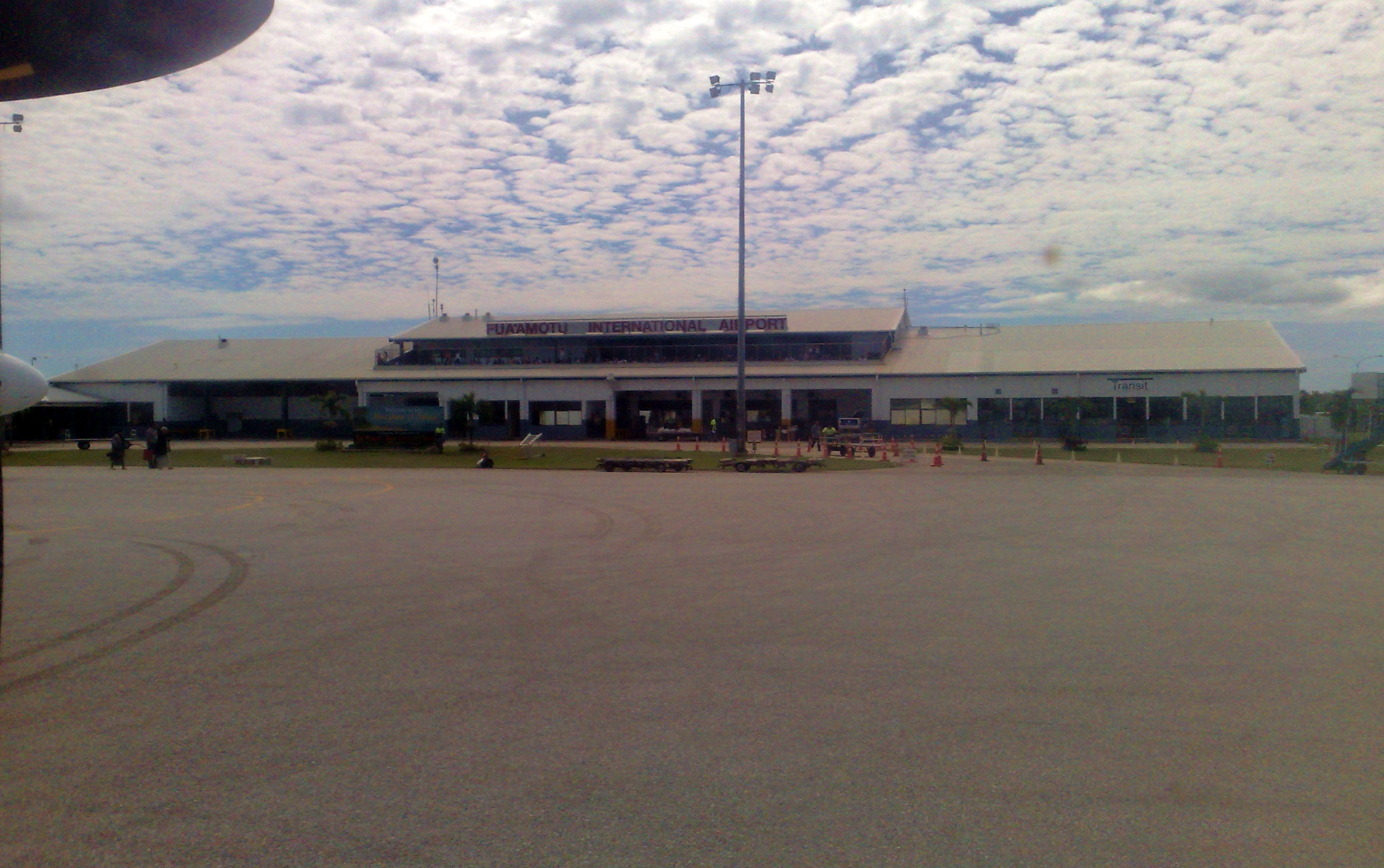
Entrada do Aeroporto Internacional de Fuaʻamotu.

O Aeroporto Internacional de Fuaʻamotu é o principal aeroporto internacional do arquipélago de Tonga. fica localizado na capital do pais, Nuku'alofa e possui apenas um terminal.